# Кармен Іджого
Кармен Іджоґо (англ. Carmen Ejogo; нар. 22 жовтня 1973, Лондон, Велика Британія) — англійська акторка, яка відома виконанням ролі Коретти Скотт Кінг, дружини борця за громадянські права Мартіна Лютера Кінга у драмах «Бойкот» та «Сельма». Крім того вона брала участь у фільмах «Остання година», «Судна ніч 2», серіалах «Викрадений», «Дівчина за викликом».

## Життєпис
Кармен Іджого народилася в Лондоні, Велика Британія в родині нігерійця та шотландки. Кармен росла в Челсі та Кенсінгтоні. Коли дівчині було 12 років, батько помер, її та молодшого брата мама Елізабет виховувала самотужки, працюючи вночі прибиральницею. У підліткові роки Іджого навчалася в незалежній школі в Гаммерсміті.

## Особисте життя
У 1998 Кармен Іджого вийшла заміж за тріп-хоп співака Tricky. Шлюб протримався недовго. Її другим чоловіком став актор Джеффрі Райт, з яким вона познайомилась на зйомках фільму «Бойкот». У пари народилися син Елайджа та донька Джуно. У 2014 Іджаго та Райт розлучилися.

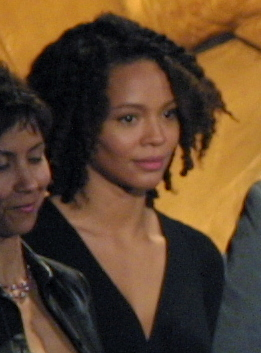
У 2002 році

## Кар'єра
Серед ранніх робіт акторки участь в міні-серіалі «Холодний Лазар», кримінальній комедії «Міська поліція» з Едді Мерфі в головній ролі, музичній драмі «Я тебе хочу», науково-фантастичному фільмі «Месники». У 2000-х Кармен виконала ролі другого плану в комедіях «Марні зусилля кохання» — адаптації однойменної п'єси Вільяма Шекспіра, «Що могло бути гірше?». У 2001 вона втілила дружину Мартіна Лютера Кінга в драмі «Бойкот» про автобусний бойкот у 1950-х роках. Акторка була в основному складі серіалу «Викрадений», який виходив у 2006—2007 роках.
У фільмі 2012 Кармен зіграла дружину головного персонажа в кримінальному трилері «Я, Алекс Кросс». Наступного року в неї була роль у серіалі «Остання година». У 2014 вона приєдналася до зйомок драми «Сельма», у якому Іджаго знову зіграла Коретту Скотт Кінг. У тому ж році повідомили про її участь у канадській драмі «Народжений сумувати».
У 2016 в акторки була роль у фільмі-фентезі «Фантастичні звірі і де їх шукати». Наступного року вона взяла участь у хорорі «Воно приходить уночі» та науково-фантастичній стрічці «Чужий: Заповіт».

## Фільмографія
| Рік       |    | Українська назва                          | Оригінальна назва                           | Роль                                                     |
| --------- | -- | ----------------------------------------- | ------------------------------------------- | -------------------------------------------------------- |
| 1986      | ф  | Абсолютні новачки                         | Absolute Beginners                          | Кармен                                                   |
| 1996      | с  | Холодний Лазар                            | Cold Lazarus                                | Блайнда                                                  |
| 1997      | ф  | Міська поліція                            | Metro                                       | Вероніка «Ронні» Тейт                                    |
| 1998      | ф  | Я тебе хочу                               | I Want You                                  | Ембер                                                    |
| 1998      | ф  | Месники                                   | The Avengers                                | Бренда                                                   |
| 1998      | с  | Сліпе кохання                             | Colour Blind                                | Роза-Анжела Паттерсон                                    |
| 1999      | ф  | Історії підземки                          | Tube Tales                                  | дівчина                                                  |
| 2000      | тф | Саллі Гемінгс                             | Sally Hemings: An American Scandal          | Саллі Гемінгс                                            |
| 2000      | ф  | Марні зусилля кохання                     | Love's Labour's Lost                        | Мария                                                    |
| 2001      | ф  | Парфюм                                    | Perfume                                     | Хлої                                                     |
| 2001      | тф | Бойкот                                    | Boycott                                     | Коретта Скотт Кінг                                       |
| 2001      | ф  | Що могло бути гірше?                      | What's the Worst That Could Happen?         | Ембер Бельгейвен                                         |
| 2004      | ф  | Ноель                                     | Noel                                        | Меттью Батіст                                            |
| 2005      | тф | Лакаванна Блюз                            | Lackawanna Blues                            | Еліан                                                    |
| 2006—2007 | с  | Викрадений                                | Kidnapped                                   | Тернер                                                   |
| 2007      | тф |                                           | M.O.N.Y.                                    | Франсін Тайсон                                           |
| 2007      | ф  | Відважна                                  | The Brave One                               | Джекі                                                    |
| 2008      | с  | Закон і порядок                           | Law & Order                                 | Ейпріл Леннен (Епізод: "Burn Card")                      |
| 2008      | ф  | Гордість і слава                          | Pride and Glory                             | Таша                                                     |
| 2009      | ф  | У дорозі                                  | Away We Go                                  | Грейс                                                    |
| 2011      | с  | Хаос                                      | Chaos                                       | Фэй Карсон (13 епізодів)                                 |
| 2012      | ф  | Спаркл                                    | Sparkle                                     | сестра                                                   |
| 2012      | ф  | Я, Алекс Кросс                            | Alex Cross                                  | Марія Кросс                                              |
| 2013      | с  | Остання година                            | Zero Hour                                   | Ребекка Райлі (13 епізодів)                              |
| 2014      | ф  | Судна ніч 2                               | The Purge: Anarchy                          | Єва Санчес                                               |
| 2014      | ф  | Сельма                                    | Selma                                       | Коретта Скотт Кінг                                       |
| 2015      | ф  | Народжений сумувати                       | Born to Be Blue                             | Джейн / Елейн                                            |
| 2016      | ф  | Фантастичні звірі і де їх шукати          | Fantastic Beasts and Where to Find Them     | Серафіна Пікері                                          |
| 2017      | ф  | Воно приходить уночі                      | It Comes at Night                           | Сара                                                     |
| 2017—2018 | с  | Дівчина за викликом                       | The Girlfriend Experience                   | Бріа Джонс (7 епізодів)                                  |
| 2017      | ф  | Чужий: Заповіт                            | Alien: Covenant                             | Карін Орам                                               |
| 2017      | ф  | Роман Дж. Ізраїль, есквайр                | Roman Israel, Esq.                          | Мая                                                      |
| 2018      | ф  | Фантастичні звірі: Злочини Ґріндельвальда | Fantastic Beasts: The Crimes of Grindelwald | Серафіна Пікері                                          |
| 2019      | с  | Справжній детектив (3-й сезон)            | True Detective                              | Амелія Ріардон (8 епізодів)                              |
| 2019      | ф  |                                           | Rattlesnake                                 | Катріна                                                  |
| 2020      | с  |                                           | Self Made                                   | Енні (4 епізоди)                                         |
| 2022      | с  |                                           | Dirty Diana                                 | Петра (голос, 5 епізодів)                                |
| 2022      | ф  |                                           | Forty Winks                                 | Ніна Шерман                                              |
| 2020—2023 | с  | Ваша честь                                | Your Honor                                  | Лі Деламір (13 епізодів)                                 |
| 2023      | с  |                                           | The Space Within                            | Синтія Левін                                             |
| 2023      | с  | Я – діва                                  | I'm a Virgo                                 | ЛаФрансін (6 епізодів)                                   |
| 2023      | с  | Переповнена кімната                       | The Crowded Room                            | заст. окружного прокурора Патрісія Річардсон (4 епізоди) |
| 2024      | с  | Пінгвін                                   | The Penguin                                 | Ів Карло                                                 |
| 2025      | ф  | Фонтан молодості                          | Fountain of Youth                           | Деб МакКолл                                              |